# Condado de Cambria
O Condado de Cambria é um dos 67 condados do Estado americano da Pensilvânia. A sede do condado é Ebensburg, e sua maior cidade é Ebensburg. O condado possui uma área de 1 796 km²(dos quais 14 km² estão cobertos por água), uma população de 152 598 habitantes, e uma densidade populacional de 86 hab/km² (segundo o censo nacional de 2000). O condado foi fundado em 26 de março de 1804.